# هاشم محمد علي المشهداني
الشيخ هاشم محمد علي المشهداني (1952-2021)، فقيه وداعية وباحث وإعلامي وعالم دين عراقي حاصل على الجنسية القطرية.

## النشأة والدراسة
ولد الشيخ هاشم المشهداني في بغداد عام 1371 هـ/1952م، وأخذ العلم على يد علماء بغداد واكمل الدراسة الأولية والثانوية في مدارس بغداد، ثم حصل على شهادة بكالوريوس في الشريعة والآداب من جامعة بغداد في كلية الدراسات الإسلامية عام 1974م. وبعد تخرجهِ سافر إلى باكستان للدراسة وحصل على شهادة ماجستير من جامعة البنجاب في باكستان في تخصص العلوم الإسلامية عام 1986م. ثم سافر إلى السودان وحصل على شهادة دكتوراه في الإعلام والدعوة في تخصص الدعوة من جامعة القرآن الكريم والعلوم الإسلامية في أم درمان.

## الأعمال والخبرات
- انتدب إلى مركز مايفير الإسلامي في لندن، لمدة ثلاثة شهور في صيف كل سنة لإلقاء المحاضرات والتعاون مع بقية المراكز الإسلامية في لندن من عام 1998 حتى عام 2000م.
- باحث اجتماعي في إدارة الشؤون الإجتماعية من عام 1996 حتى عام 1998م.
- رئيس قسم توجيه الأئمة والخطباء في وزارة الأوقاف والشؤون الإسلامية من عام 1998م. وحتى عام 2000م.
- رئيس قسم الشؤون الإسرية في إدارة الدعوة من عام 2000م وحتى عام 2001م.
- شغل منصب الإمامة والخطابة في جامع الريان الكبير.

## المؤلفات
لهُ مؤلفات عديدة ومنها سلسلة المنهاج الإسلامي، التي طبعت في سبعة أجزاء: 
1. العقيدة الإسلامية.
2. ضوابط السلوك والمنجيات.
3. من المفاهيم الإسلامية والدعوية.
4. المهلكات والعقبات والمنعطفات.
5. في الفرد والأسرة والمجتمع.
6. في زاد السالكين.
7. في النفس والحياة.

## وفاته
توفي الشيخ هاشم المشهداني في الدوحة في قطر بعد صراع طويل مع المرض في يوم الثلاثاء الموافق 13 شوال 1442 هـ/ 25 أيار 2021م.